# Хоакин Сороя
Хоакин Сороя и Бастида (27 февруари 1863 – 10 август 1923) е испански художник. Сороя се отличава с рисуването на портрети, пейзажи и монументални произведения на социални и исторически теми. Най-типичните му творби се характеризират с умело представяне на хората и пейзажа под ярката слънчева светлина на Испания и огряната от слънце вода.

## Биография

### Ранни години
Хоакин Сороя е роден на 27 февруари 1863 г. във Валенсия, Испания. Сороя е най-голямото дете в семейството на търговеца Хоакин Сороя и съпругата му Консепсион Бастида. Сестра му Конча се ражда година по-късно. През август 1865 г. децата остават сираци, когато родителите им умират, вероятно от холера. Грижата за тях поемат леля им и чичо им по майчина линия
Получава първоначалното си художествено образование на 9-годишна възраст в родния си град и след това при редица учители, включително Кайетано Капус и Салустиано Асенхо. На осемнадесетгодишна възраст той пътува до Мадрид, където изучава майсторски картини в Музео дел Прадо. След завършване на военната си служба, Сороя, на двадесет и две години, получава стипендия, която му позволява да учи живопис в Рим, Италия, четири години. Там е посрещнат и подкрепян от Франсиско Прадила, директор на Испанската академия в Рим. Дългото пребиваване в Париж през 1885 г. осигурява първия му контакт с модерната живопис; особено влияние му оказват изложбите на Жул Бастиен-Лепаж и Адолф фон Менцел. В Рим той учи с Хосе Бенлиур, Емилио Сала и Хосе Вилегас Кордеро.
През 1888 г. Сороя се завръща във Валенсия, за да се ожени за Клотилде Гарсия дел Кастило, с която се запознава през 1879 г., докато работи в ателието на баща ѝ. Първата им дъщеря, Мария, се ражда през 1890 г., Хоакин – през 1892 г., и Елена – през 1895 г. През 1890 г. те се местят в Мадрид и през следващото десетилетие усилията на Сороя като художник са съсредоточени главно върху големи платна на ориенталски, митологични, исторически и социални теми. Тези произведения са излагани в салони и международни изложби в Мадрид, Париж, Венеция, Мюнхен, Берлин и Чикаго.
Първият му забележителен успех е постигнат с картината Друга Маргарита (1892), която е отличена със златен медал на Националното изложение в Мадрид, след това с първа награда на Международното изложение в Чикаго, където е закупена и впоследствие дарена на музея на Вашингтонския университет в Сейнт Луис, Мисури. Славата на Сороя нараства и той става водещият творец на модерната испанска школа по живопис. Неговата картина „Завръщане от риболов“ (1894) е приета с огромен интерес в Парижкия салон и е закупена от държавата за Музея на Люксембург. Тази картина загатва посоката на творчеството от зрелия му период.
Сороя рисува два шедьовъра през 1897 г., подчертавайки връзката между изкуството и науката: Портрет на д-р Симаро пред микроскопа и Проучване. Тези картини са изложени в Националната изложба за изящни изкуства, проведена в Мадрид през същата година, като Сороя печели почетната награда. На картините се гледа като на триумф на натурализма. Те пресъздават вътрешната среда на лабораторията, улавяйки изкуствената червеникаво-жълта светлинна на газовата лампа, която контрастира със слабата лилава следобедна светлина, проникваща през прозореца. Тези картини може би са сред най-забележителните световни картини от този жанр.

### Тъжно наследство!
Още по-голяма повратна точка в кариерата на Сороя бележи изложбата на Тъжно наследство (1899, вдясно) картината изобразява осакатени деца, които се къпят в морето във Валенсия под надзора на монах. Заглавието на творбата навежда на мисълта, че те са жертви на наследствен сифилис. Кампос предполага, че картината показва епидемията от детски паралич, която е преминала през Валенсия няколко години по-рано. Това се прави, вероятно, за първи път в историята на живописта, чрез образа на двете засегнати деца. Картината носи на Сороя най-голямото му официално признание – Голямата награда и почетен медал на Световната изложба в Париж през 1900 г. и почетния медал на Националната изложба в Мадрид през 1901 г.
При подготовката си за „Тъжно наследство“, Сороя създава поредица от подготвителни скици с маслени бои, използвайки най-голяма яркост и бравура, което разкрива нарастващия интерес на твореца към блестящата светлина.
Сороя явно цени достатъчно високо тези скици, че да подари две от тях на американски художници; едината на Джон Сингър Сарджънт, другата на Уилям Мерит Чейс. След тази картина Сороя никога не се е връщал към такива социални теми в творчеството си.

### Зрялост
Изложбата в Парижкото световно изложение през 1900 г. му донася почетен медал и номинация за кавалер на Ордена на почетния легион. През следващите няколко години Сороя е избран за член на Академиите за изящни изкуства в Париж, Лисабон и Валенсия. Обявен е и за Любим син на Валенсия.
Специална изложба на негови творби – фигури, пейзажи и портрети – в Galeries Georges Petit в Париж през 1906 г. засенчва всичките му по-ранни успехи и води до назначаването му за офицер на Ордена на почетния легион. Изложбата включва около 500 творби, ранни картини, както и по-нови, изпълнени със слънчева светлина, плажни сцени, пейзажи и портрети. Тази продуктивност удивлява критиците и се превръща във финансов триумф. Следващите мащабни изложби в Германия и Лондон са посрещнати по-сдържано, но през 1908 г. в Англия Сороя се срещна с Арчър Милтън Хънтингтън, който му предлага членство в Испанското общество на Америка в Ню Йорк и го покани да организира изложба там през 1909 г. Тя включва 356 картини, като 195 от тях са продадени. Сороя прекарва пет месеца в Америка, където рисува повече от двадесет портрета.
Произведенията на Сороя често биват излагани заедно с тези на неговите съвременници и приятели, Джон Сингър Сарджънт и Андерс Зорн.

### Портрети
Въпреки че формално портретите не са предпочитаният от Сороя жанр, тъй като ограничават творческите му вкусове и биха могли да отразят липсата му на интерес към обекта на картината, поръчките за такива се оказват печеливши, а и Сороя не може да устои на изкушението да създаде портрети на семейството си. В някои от тях влиянието на Веласкес личи ясно, например в Моето семейство (1901), препратка към Las Meninas, където Сороя групира съпругата си и децата на преден план, докато самият той се отразява в далечно огледало. В други произведения личи желанието за съревнование с приятеля му Джон Сингър Сарджънт, например в Портрет на г-жа Айра Нелсън Морис и нейните деца (1911). Поредица от портрети, нарисувани в Съединените щати през 1909 г., по поръчка на Испанското общество на Америка, включват Портрета на г-н Тафт, президент на Съединените щати, Този портрет, който е рисуван в Белия дом, е част от постоянната изложба на Музея на изкуствата Тафт в Синсинати, Охайо.
Както можем да предположим, играта на слънчевата светлина провокира интереса му и той намира перфектната среда за рисуването на портрети на открито. По този начин, в изпъстрен от слънце пейзаж, позират дъщеря му за картината Мария в Ла Гранха (1907), испанският монарх за Портрета на крал Алфонсо XIII в хусарска униформа (1907). За портрета на г-н Луис Комфорт Тифани (1911) американският художник позира седнал до статива си в градината си в Лонг Айлънд, заобиколен от екстравагантни цветя. Необичайните идеи на твореца достигат своя връх в „Съпругата ми и дъщерите ми в градината“ (1910 г., вижте галерията по-долу), където идеята за традиционен портрет отстъпва място на чистата плавна наслада от картина, създадена с гъсти цветови пасажи. В нея се сливат любовта на Сороя към семейството и слънчевата светлина.

### Провинциите на Испания
В началото на 1911 г. Сороя посещава Съединените щати за втори път, като представя 152 нови картини в Музея на изкуствата в Сейнт Луис и 161 в Института по изкуствата в Чикаго няколко седмици по-късно. По-късно през годината Сороя се срещна с Арчи Хънтингтън в Париж и подписа договор за изработка на серия картини от маслени бои на тема живота в Испания. Тези 14 великолепни стенописа, изложени и до днес в сградата на Испанското общество на Америка в Манхатън, варират от 3,5 до 4 метра височина и са дълги общо 70 метра. Тази серия от картини е най-голямата поръчка в кариерата му, като доминира късните години на творчеството и живота на Сороя.
Хънтингтън си е представял, че серията ще представя историята на Испания, но художникът предпочита не толкова специфичното Образът на Испания, избирайки да представи регионите на Иберийския полуостров и я нарича Провинциите на Испания. Въпреки необятността на платната, Сороя рисува всички освен едно на пленер и пътува до самите региони, за да ги нарисува: Навара, Арагон, Каталуния, Валенсия, Елче, Севиля, Андалусия, Естремадура, Галисия, Гипускоа, Кастилия, Леон, и Аямонте, като на всяко място рисува модели, позиращи в местни носии. Всеки стенопис възхвалява пейзажа и културата на своя регион, панорами, съставени от тълпи работници и жители. До 1917 г., според собственото му признание, той е изтощен. Завършва цялата серия до юли 1919 г.
Сороя преживява инсулт през 1920 г., докато рисува портрет в градината си в Мадрид. Парализиран в продължение на повече от три години, той умира на 10 август 1923 г. Погребан е в Cementeri de Valencia, Испания.
Стаята Sorolla, в която се помещава „Провинциите на Испания“ в Испанското общество на Америка, е отворена за публиката през 1926 г. Стаята е затворена за реконструкция през 2008 г., което е причината стенописите да бъдат представени в музеи в испания за първи път. Стаята Sorolla е отворена отново през 2010 г., като стенописите са част от постоянната експозиция.

## Галерия
- Joaquín Sorolla García vestido de blanco, 1896. Музеят Сороя, Мадрид. 

Синът на художника „облечен в бяло“
- Деца на брега, 1903. Музей на изкуствата във Филаделфия.
- Госпожа Сороя в черно, 1906, Metropolitan Museum of Art.
- Плажът на Валенсия, 1908.
- Къпането на конете, 1909. Музей Сороя, Мадрид.
- Разходка по плажа или Paseo a orillas del mar, 1909. Музеят Сороя, Мадрид.
- Robert Bacon, 1909 (Diplomatic Reception Rooms, U.S. Department of State).
- Деца на плажа, 1910. Museo del Prado, Мадрид.
- Castilla or La fiesta del pan, 1913. Първата завършена картина от „Провинциите на Испания“, 14 стенописа в испанската общност в Манхатън.
- Niña, 1904. Museo Nacional de la Habana, Куба.